# 李麟玉
李麟玉（1888年—1975年），字圣章，男，天津人，中国教育家，曾任中法大学校长，第三、四届全国政协委员。

## 家庭
三叔李叔同。